# Епархия Уахигуя
Епархия Уахигуя (лат.  Dioecesis Uahiguyaensis) — епархия Римско-Католической Церкви с центром в городе Уахигуя, Буркина-Фасо. Епархия Уахигуя входит в архиепархию Уагадугу.

## История
23 июня 1958 года Римский папа Пий XII учредил буллой Sollemne nobis епархию Уахигуя, выделив её из епархии Кудугу. 
20 ноября 2004 года епархия Уахигуя уступила часть своей территории новой епархии Дори.

## Ординарии епархии
- епископ Louis-Marie-Joseph Durrieu (4.07.1958 — 31.05.1965)
- епископ Denis Martin Tapsoba (15.03.1966 — 8.11.1984)
- епископ Marius Ouédraogo (8.11.1984 — 15.07.1995)
- епископ Филипп Уэдраого (5.07.1996 — 13.05.2009), назначен архиепископом Уагадугу
- епископ Justin Kientega (2.02.2010 — по настоящее время)

## Источник
- Annuario Pontificio, Ватикан, 2005
- Булла Sollemne nobis, AAS 51 (1959), p. 30  (лат.)